# Live & Acoustic at Alexandra Palace
Live & Acoustic at Alexandra Palace è un EP del gruppo musicale britannico Enter Shikari, pubblicato il 1º febbraio 2016.

## Il disco
L'EP contiene tre dei quattro brani suonati all'Alexandra Palace di Londra durante l'esibizione acustica dal vivo degli Enter Shikari tenuta davanti a un pubblico ristretto nel dicembre 2015. Un video documentario dell'esibizione è stato pubblicato su YouTube il 29 gennaio 2016. Juggernauts, il brano mancante, è stato escluso per ragioni legali in quanto Common Dreads, album da cui la traccia proviene, è licenziato in parte dall'Atlantic Records.

## Tracce
Testi di Rou Reynolds, musiche degli Enter Shikari.
1. Torn Apart – 4:21
2. Myopia – 4:54
3. One True Colour – 4:35

## Formazione
- Rou Reynolds – voce, chitarra acustica; tromba in Torn Apart
- Rory Clewlow – voce secondaria; chitarra acustica in Torn Apart e Myopia; tamburello in Myopia; ukulele, xilofono e maracas in One True Colour
- Chris Batten – chitarra acustica, voce secondaria; fisarmonica in Myopia
- Rob Rolfe – percussioni; xilofono in Torn Apart; maracas in Torn Apart e One True Colour; cori in Myopia